# Guus Meeuwis
Gustaaf Meeuwis, dit Guus Meeuwis, né le 23 mars 1972 à Mariahout, est un auteur-compositeur-interprète et guitariste néerlandais. Il rencontre un grand succès aux Pays-Bas ainsi qu'en Belgique dans les années 1990 et 2000 et est de nos jours l'une des grandes figures de la musique néerlandophone. Le 14 mai 2015, il devient le premier artiste néerlandais à jouer à guichet fermé au Royal Albert Hall de Londres.

## Biographie
Gustaaf Stephanus Modestus Meeuwis (communément appelé Guus) est né le 23 mars 1972 dans un monastère à Mariahout, un petit village dans la municipalité de Laarbeek. Il grandit à Lieshout, puis à 14 ans déménage dans le Limbourg. Au Stella Maris College de Meerssen où il étudie, il est remarqué pour ses talents musicaux. Il participe à la fanfare à partir de dix ou onze ans, et reçoit à seize ans sa première guitare. Il débute ensuite des études de droit à Tilbourg,.

### Succès deHet is een nachtet premier album
En 1992, à la suite d'un voyage en amoureux à Bruges, il écrit Het is een nacht... (Levensecht), et joue pour la première fois la musique dans une chambre étudiante de Louvain. Celle-ci est immédiatement remarquée par son entourage, qui l'encourage à participer à des festivals estudiantins, à Tilbourg ou Leyde, qu'il remporte avec Het is een nacht. Le producteur Willem van Schijndel remarque Guus Meeuwis, et enregistre le single à l'été 1995. Celui-ci obtient un succès immédiat, et atteint en cinq semaines la première place du hit-parade. 250 000 singles sont vendus en un an. Cela décide Guus Meeuwis, alors en études de droit à Tilbourg, d'embrasser la carrière musicale ; il déclare ainsi « Sans Het is een nacht je ne serais jamais devenu chanteur ».
Il sort en février de l'année suivante Per Spoor, qui rencontre également le succès, puis en avril son premier album, Verbazing, contenant notamment Het is een nacht et Per Spoor, qui obtient la première place, et se maintient 68 semaines au hit-parade,. 200 000 exemplaires sont vendus, et le CD est certifié double platine. Les pistes Zo ver Weg et Verliefd Zijn de l'album deviennent également des hits.

### Deuxième album
Le deuxième album, Schilderij sort en 1997. Il reste 45 semaines au hit-parade et est certifié or.

### Problèmes de santé et troisième album
Par la suite, Guus Meeuwis fait face à des problèmes de voix, qui l'empêchent pendant longtemps de continuer à chanter. Il doit se faire retirer un kyste en 2000, et sort un troisième album en 2001.

### Carrière en solo etBrabant

Le Brabant-Septentrional sur une carte des Pays-Bas.

Le groupe Vagant, formé de ses amis d'enfance, se sépare après ce troisième album. Guus Meeuwis continue sa carrière en solo. Il sort deux singles qui ne rencontrent pas de succès, puis Brabant, sorti en 2002, connaît un grand succès. Il a écrit la chanson en hommage à la province du Brabant-Septentrional, qu'il aime beaucoup. Brabant devient en quelque sorte l'hymne, officieux, de la province. Le président de la section brabançonne du parti travailliste a demandé en 2007 que la chanson devienne officiellement l'hymne de la région, soutenu par une pétition de 30 000 personnes, sans succès,.

## Distinctions
- Chevalier de l'Ordre d'Orange-Nassau (2013)

## Discographie

### Albums
| Année | Titre        | Meilleure place dans les listes | Meilleure place dans les listes |
| Année | Titre        | Pays-Bas                        | Belgique                        |
| ----- | ------------ | ------------------------------- | ------------------------------- |
| 1996  | Verbazing    | 1                               | 41                              |
| 1997  | Schilderij   | 12                              | -                               |
| 2001  | 1 Voor Allen | 34                              | -                               |
| 2002  | Guus Meeuwis | 25                              | -                               |
| 2005  | Wijzer       | 5                               | -                               |
| 2007  | Hemel Nr. 7  | 1                               | -                               |
| 2009  | NW8          | 1                               | -                               |
| 2011  | Armen Open   | 1                               | -                               |

### Albums live
| Année | Titre                                                      | Meilleure place dans les listes | Meilleure place dans les listes |
| Année | Titre                                                      | Pays-Bas                        |                                 |
| ----- | ---------------------------------------------------------- | ------------------------------- | ------------------------------- |
| 2006  | Live In Het Philips Stadion                                | 6                               |                                 |
| 2007  | Groots Met Een Zachte G - Live In Het Philips Stadion 2007 | 13                              |                                 |
| 2008  | Groots Met Een Zachte G - Live In Het Philips Stadion 2008 | 4                               |                                 |
| 2010  | Groots Met Een Zachte G - Live In Het Philips Stadion 2010 | 2                               |                                 |

### Albums de compilation
| Année | Titre                      | Meilleure place dans les listes | Meilleure place dans les listes |
| Année | Titre                      | Pays-Bas                        |                                 |
| ----- | -------------------------- | ------------------------------- | ------------------------------- |
| 2004  | 10 Jaar Levensecht         | 1                               |                                 |
| 2010  | Het beste van Guus Meeuwis | 2                               |                                 |

### Singles
| Année | Titre                                        | Meilleure place dans les listes | Meilleure place dans les listes | Meilleure place dans les listes | Album                            |
| Année | Titre                                        | NL Top 40                       | NL Top 100                      | BE Top 50                       | Album                            |
| ----- | -------------------------------------------- | ------------------------------- | ------------------------------- | ------------------------------- | -------------------------------- |
| 1995  | "Het Is Een Nacht"                           | 1                               | 1                               | 1                               | Verbazing                        |
| 1996  | "Per Spoor"                                  | 1                               | 1                               | 5                               | Verbazing                        |
| 1996  | "Zo Ver Weg"                                 | 3                               | 4                               | 47                              | Verbazing                        |
| 1997  | "Verliefd Zijn"                              | 36                              | 37                              | -                               | Verbazing                        |
| 1997  | "Ik Tel Tot 3"                               | 16                              | 23                              | -                               | Schilderij                       |
| 1998  | "'t Dondert En 't Bliksemt"                  | 12                              | 15                              | -                               | Schilderij                       |
| 1998  | "Ik Wil Met Je Lachen"                       | 19                              | 21                              | -                               | Schilderij                       |
| 1999  | "Ze Houdt Gewoon Van Mij"                    | 53                              | 50                              | -                               | 1 Voor Allen                     |
| 1999  | "Je Hoeft Niet Veel Van Me Te Houden"        | 54                              | 53                              | -                               | 1 Voor Allen                     |
| 2000  | "Denk Nou Eens Na"                           | -                               | 74                              | -                               | 1 Voor Allen                     |
| 2001  | "Op Straat"                                  | -                               | 62                              | -                               | 1 Voor Allen                     |
| 2001  | "Haven In Zicht"                             | -                               | 86                              | -                               | 1 Voor Allen                     |
| 2002  | "Leve Het Leven"                             | -                               | 70                              | -                               | -                                |
| 2002  | "Eerste Lief"                                | -                               | 85                              | -                               | Guus Meeuwis                     |
| 2003  | "Brabant"                                    | 48                              | 28                              | -                               | Guus Meeuwis                     |
| 2003  | "Ik Wil Je"                                  | 43                              | 30                              | -                               | Guus Meeuwis                     |
| 2003  | "Hé Zon"                                     | -                               | 94                              | -                               | -                                |
| 2004  | "Toen Ik Je Zag"                             | -                               | 39                              | -                               | 10 Jaar Levensecht               |
| 2005  | "Geef Mij Je Angst"                          | 1                               | 1                               | -                               | 10 Jaar Levensecht               |
| 2005  | "De Weg"                                     | 7                               | 8                               | -                               | Wijzer                           |
| 2006  | "Jouw Hand"                                  | 30                              | 28                              | -                               | Wijzer                           |
| 2006  | "Ik Wil Dat Ons Land Juicht"                 | 5                               | 2                               | -                               | Live In Het Philips Stadion 2006 |
| 2007  | "Tranen Gelachen"                            | 1                               | 1                               | -                               | Hemel Nr. 7                      |
| 2007  | "Proosten"                                   | 3                               | 1                               | -                               | Hemel Nr. 7                      |
| 2007  | "Genoten"                                    | 44                              | 58                              | -                               | Hemel Nr. 7                      |
| 2008  | "Ik Wil Nog Niet Naar Huis"                  | 33                              | 10                              | -                               | Groots Met Een Zachte G 2008     |
| 2009  | "Dat Komt Door Jou"                          | 11                              | 4                               | -                               | NW8                              |
| 2009  | "Ik Ook Van Jou"                             | 32                              | 39                              | -                               | NW8                              |
| 2009  | "Laat Mij In Die Waan"                       | 42                              | 6                               | -                               | NW8                              |
| 2010  | "Schouder Aan Schouder" (avec Marco Borsato) | 2                               | 1                               | -                               | Groots Met Een Zachte G: 2010    |
| 2010  | "Majesteit" (avec Youp van 't Hek)           | -                               | 2                               | -                               | -                                |
| 2011  | "Dit Lied"                                   | 34                              | 8                               | -                               | Armen Open                       |
| 2011  | "Armen Open"                                 | -                               | 1                               | -                               | Armen Open                       |
|       | Chansons ayant atteint la première place     | 4                               | 7                               | 1                               |                                  |
|       | Chansons ayant atteint le top 10             | 9                               | 15                              | 2                               |                                  |

## Vie privée
De 2002 à 2016, il est marié avec Valérie, avec qui il a quatre enfants. Il annonce en 2019 son mariage prochain avec Manon Meijers,.